# Valdez Sporting Club
El Valdez Sporting Club fue un equipo de fútbol profesional de fútbol ecuatoriano, de la ciudad de Milagro, Provincia del Guayas, Ecuador. Su nombre es en honor a la también desaparecida Unión Deportiva Valdez, fue fundado el 21 de enero de 1991, luego de comprarle la franquicia al Club Deportivo Filanbanco. Participó en la Serie A de Ecuador a comienzos de la década de 1990, siendo su máximo dirigente y presidente Carlos Bernitt Zevallos, empresario ecuatoriano.
Su mejor temporada fue la de 1991 en la que fue subcampeón de la Serie A de Ecuador bajo la dirección técnica de Dragan Miranovic (†), lo cual le dio al equipo un cupo para participar de la Copa Libertadores 1992, donde clasificó en la fase de grupos llegando hasta octavos de final.
En 1994, el club azucarero comenzaría una debacle y los problemas económicos en la cual terminaría en el último lugar y descendería tras haber estado durante 3 años en la Serie A y 4 temporadas consecutivas en la misma categoría disputando así su último partido del equipo azucarero en el Estadio Jocay, Valdez cayó, 3 a 0 frente a Delfín por los juegos interzonales en su partido de despedida del cuadro azucarero y así, se concretó el único descenso a la Serie B en el que el Valdez descendió a la Serie B. Al final de la temporada Valdez perdió la categoría sin volverla a recuperar nunca más, para la campaña de 1995 jugaría por única vez en la Serie B fue tan mal le fue que en esa misma campaña descendería a la Segunda Categoría, en los dos siguientes años jugaría en dicha división, finalmente el día Miércoles 31 de diciembre de 1997 desaparecería tras casi 7 años de existencia, desaparecería de manera definitiva como club deportivo.
Pasarían prácticamente casi 18 años con 8 meses para que nuevamente volviera a surgir tras la entrega de los derechos deportivos por parte del expresidente de la institución Carlos Bernitt Zevallos al nuevo presidente Nagib Farah y con la cooperación de las escuelas de fútbol de la Prefectura de la provincia del Guayas como su cantera el Valdez volviera a jugar nuevamente desde el torneo provincial del Guayas para el 2015.
Finalmente, Valdez Sporting Club desapareció tras casi 9 meses de existencia y le cedió la franquicia al Guayas Fútbol Club el 20 de diciembre de 2015.

## Estadio
El Estadio "Pablo Sandiford" de la ciudad de Durán, es la sede principal de este equipo profesional, ubicado en el km. 1 ½ Vía Durán-Tambo y Av. Roberto Borrero Elizalde, éste es el escenario emblemático donde los fines de semana se llena de algarabía, las personas iban llenos de alegría por disfrutar ver ganar al equipo de la ciudad, como era el Ferroviarios ahora verán al Valdez S.C. en su lucha por ascender.

## Datos del club
- Puesto histórico: 29.° (30.° según la RSSSF)[2]
- Temporadas en Serie A: 4: (1991-1994).[3]
- Temporadas en Serie B: 1: (1995).[3]
- Temporadas en Segunda Categoría: 3: (1996-1997, 2015).
- Mejor puesto en la liga: 2.° (1991).[4]
- Peor puesto en la liga: 12.° (1994).
- Mayor goleada a favor en torneos nacionales:
  - 5 - 0 contra Juvenil de Esmeraldas (13 de abril de 1991).[5]
- Mayor goleada a favor en torneos internacionales:
  - 2 - 0 contra Universidad de Los Andes de Venezuela (11 de marzo de 1992) (Copa Libertadores 1992).[6]
- Mayor goleada en contra en torneos nacionales:
  - 6 - 0 contra Emelec (14 de marzo de 1993).[7]
- Mayor goleada en contra en torneos internacionales:
  - 2 - 0 contra San Lorenzo de Argentina (29 de abril de 1992) (Copa Libertadores 1992).[6]
- Máximo goleador histórico:
- Máximo goleador en torneos nacionales:
- Máximo goleador en torneos internacionales:
- Primer partido en torneos nacionales:
  - Liga Deportiva Universitaria 0 - 0 Valdez (3 de marzo de 1991 en el Estadio Olímpico Atahualpa).
- Primer partido en torneos internacionales:
  - Barcelona 0 - 0 Valdez (23 de febrero de 1992 en el Estadio Monumental Isidro Romero Carbo) (Copa Libertadores 1992).[6]
- Participaciones en Copa Libertadores: 1 (1992).

## Palmarés

### Torneos nacionales
| Competición              | Títulos | Subcampeonatos |
| ------------------------ | ------- | -------------- |
| Serie A de Ecuador (0/1) |         | 1991.          |